# Municipio de Hancock (Illinois)
El municipio de Hancock (en inglés: Hancock Township) es un municipio ubicado en el condado de Hancock en el estado estadounidense de Illinois. En el año 2010 tenía una población de 255 habitantes y una densidad poblacional de 2,58 personas por km².

## Geografía
El municipio de Hancock se encuentra ubicado en las coordenadas 40°24′56″N 90°57′57″O / 40.41556, -90.96583. Según la Oficina del Censo de los Estados Unidos, el municipio tiene una superficie total de 98.86 km², de la cual 98,86 km² corresponden a tierra firme y (0 %) 0 km² es agua.

## Demografía
Según el censo de 2010, había 255 personas residiendo en el municipio de Hancock. La densidad de población era de 2,58 hab./km². De los 255 habitantes, el municipio de Hancock estaba compuesto por el 99,61 % blancos y el 0,39 % eran de una mezcla de razas. Del total de la población el 0 % eran hispanos o latinos de cualquier raza.